# Cmentarz wojenny w Dzierzkowicach-Podwodach
Cmentarz wojenny w Dzierzkowicach-Podwodach – cmentarz z I wojny światowej znajdujący się na południe od wsi Dzierzkowice-Podwody w województwie lubelskim, w powiecie kraśnickim, w gminie Dzierzkowice.
Cmentarz ma kształt prostokąta o wymiarach około 19 na 7 m. W 1918 otoczony był drewnianym płotem. W latach międzywojennych popadał w ruinę, na 1935 rok planowano jego renowację. W 2011 dzięki staraniom austriackiego Czerwonego Krzyża cmentarz został odnowiony, umieszczono na nim nową tablicę pamiątkową w trzech językach - polskim, niemieckim i rosyjskim.
Pierwotnie na cmentarzu pochowano poległych w walkach 24 sierpnia 1914 i zmarłych w kolejnych dniach żołnierzy:
- austro-węgierskich
  - z 13 Pułku Piechoty „dzieci krakowskich” (prawdopodobnie 3 oficerów i 47 żołnierzy)
  - z 31 Pułku Piechoty Landwehry
  - z 93 Pułku Piechoty
- 14 rosyjskich

W roku 1915 pochowano tu żołnierzy z 18 Pułku Piechoty. W latach kolejnych przenoszono tu pochówki z okolicznych pojedynczych mogił. Prawdopodobna sumaryczna liczba pochówków nie przekracza 180.